# Союз Композиторов (клуб)
Джаз-клуб «Союз композиторов» — известный московский клуб, основная джазовая площадка российской столицы. Расположен в Брюсовом переулке, недалеко от Кремля (м. Охотный Ряд, Тверская). Открыт в 2007 году.

## Описание
В клубе звучит музыка различных направлений: традиционный джаз, современный джаз, фьюжн, блюз, джаз-рок, рок-н-ролл, фанк, соул, этно. Здесь также проходят танцевальные вечера в кубинском и испанском стиле.
В клубе выступают как известные российские и зарубежные джазовые музыканты, так и начинающие исполнители в режиме джем-сейшна. Среди посетителей клуба — любители джазовой музыки, интеллектуалы и творческая интеллигенция, экспаты, а также деловые люди, политики, дипломаты, актёры, режиссёры, бизнесмены. 

## История
Клуб был открыт в феврале 2007. Сразу после открытия в клубе прошли несколько джазовых фестивалей.
На I фестивале выступили все видные деятели как отечественной, так и зарубежной сцены. Каждый день фестиваля представлял публике новый жанр, от блюза до авангардных экспериментов.
Все зарубежные участники II Фестиваля приехали в Россию впервые. Среди них — легендарный американский барабанщик Эл Фостер, прогрессивный голландский коллектив Monsieur Dubois.
III Фестиваль дал возможность почитателям импровизационной музыки увидеть и услышать музыкантов: саксофониста Джошуа Редмана (Joshua Redman) и контрабасиста Бастера Уильямса (Buster Williams)
IV Фестиваль (осень 2007 г.) представил публике еще один состав участников, преимущественно американских музыкантов: бас-гитарист Виктор Бэйли (Victor Bailey), саксофонист Скотт Хэмилтон (Scott Hamilton), вокалист Джэймс Дэвис (Jamie Davis) и др.
На V Фестиваль (весна 2008 г.) выступала вокалистка и звезда американского джаза и блюза Дайан Шуур и квартет саксофониста Эрни Уотса (Ernie Watts).
VI Фестиваль (октябрь 2008 г.) представил аудитории неординарный французский джаз — рок-проект Quelques Fiers Mongols, перкуссиониста Френка Колона (Frank Colon) и нью-йоркскую вокалистку — Эми Лондон (Amy London) и др.

## Резиденты и исполнители
- Алексей Аграновский
- Алексей Козлов и группа «Новый Арсенал»
- Андрей Макаревич
- Валерий Сюткин
- Евгений Маргулис
- Евгений Гречищев
- Леван Ломидзе
- Мариам и группа "Мирайф"
- Маримба Плюс
- Петр Подгородецкий
- Сергей Манукян
- Этери Бериашвили
- «Jazz dance orchestra»
- «Moscow Ragtime Band»

- Алвон Джонсон (Alvon Johnson) — гитара
- Ава Логан (Ava Logan) — вокал
- Бастер Уильямс (Buster Williams) — контрабас
- Виктор Бэйли (Victor Bailey) — бас-гитара
- Дайан Шуур (Diane Schuur) — вокал
- Дениз Таймс (Denise Thimes) — вокал
- Джеймс Вейдман (James Weidman) — фортепиано
- Джошуа Редман (Joshua Redman) — саксофон
- Квартет Текоры Роджерс (Tecora Rogers Quartet) — вокал
- Квартет Эла Фостера (Al Foster Quartet) — барабаны
- Ленни Уайт (Lenny White) — барабаны
- Менди Гейнс (Mandy Gaines) — вокал
- Николас Бирд (Nicolas Bearde) — вокал
- Росвел Радд (Roswell Rudd) — тромбон
- Скотт Хэмилтон (Scott Hamilton) — саксофон
- Тесса Соутер (Tessa Souter) — вокал

Интерьер клуба «Союз Композиторов»

- Эми Лондон (Amy London) — вокал

## Интерьер
Интерьеры клуба выполнены известным дизайнером Сергеем Третьяком (ресторан «Театро», кафе «Скромное обаяние буржуазии» «Огни»). Зал заведения рассчитан на комфортное размещение около 110 человек. Современная техника, которой оснащен клуб, позволяет записывать живое выступление приглашенных звезд.

## Кухня
Ресторанное меню составлено в основном из блюд, разработанных совместно со специалистами по рациональному питанию. Клуб отличается действительно богатой картой вин.